# Franco Agustín Romero
Franco Agustín Romero (La Plata, Provincia de Buenos Aires, Argentina; 23 de abril de 2000) es un futbolista argentino. Juega de volante y su equipo actual es Deportivo Toluca Fútbol Club de la Primera División de México.

## Trayectoria

### Estudiantes de La Plata
Franco Agustín Romero debutó en Estudiantes de La Plata, equipo de su ciudad, el 22 de noviembre de 2020 en la derrota 0-1 ante Aldosivi, ingresando a los 26 minutos del segundo tiempo por Iván Gómez. Jugó un total de 4 partidos entre 2020 y 2021.

### Agropecuario
Para sumar rodaje y experiencia, el volante platense fue cedido a Agropecuario, equipo de la Primera Nacional.
Debutó en el Sojero el 12 de febrero de 2022 en la derrota por 1-0 contra Deportivo Madryn. Al finalizar el 2022 regresa a Estudiantes de La Plata.

### Independiente Rivadavia
En la temporada 2023 se realiza el préstamo sin cargo ni opción al equipo de Independiente Rivadavia de Mendoza que militaba en el torneo de Primera Nacional.
Ahí logra la titularidad y el ascenso del equipo a la máxima categoría del fútbol argentino. 
En mayo de 2024 vuelve al equipo mendocino esta vez en la Primera División y usa la cinta de capitán del equipo.  El jugador llega hasta diciembre de 2024, sin cargo ni opción de compra.
El 16 de septiembre de 2024 convierte de penal, su primer gol ante Defensa y Justicia en el triunfo por 1 a 0. Su segungo gol de penal lo convierte ante su ex equipo Estudiantes de La Plata en el empate en un gol en el Estadio Uno, el 31 de octubre de 2024.

### Defensa y Justicia
A raíz de su destacada actuación estuvo en la órbita de varios equipos de Primera División como Belgrano de Córdoba, pero finalmente se incorporó a  Defensa y Justicia en condición de jugador libre.
Regresó a Independiente Rivadavia en mayo de 2024 como cedido hasta diciembre de 2024.

### Toluca FC
Al regresar a Defensa y Justicia es transferido al Deportivo Toluca de la Primera División de México en 2 millones de dólares. 

## Estadísticas
- Actualizado hasta el 2 de febrero de 2025.

| Estudiantes (LP) Argentina | 1.ª                 | 2020                | -  | - | 2  | 0 | 0 | 0 | 2  | 0 |
| Estudiantes (LP) Argentina | 1.ª                 | 2021                | 2  | 0 | 0  | 0 | 0 | 0 | 2  | 0 |
| Estudiantes (LP) Argentina | Total club          | Total club          | 2  | 0 | 2  | 0 | 0 | 0 | 4  | 0 |
| Agropecuario Argentina | 2.ª                 | 2022                | 4  | 0 | 0  | 0 | - | - | 4  | 0 |
| Agropecuario Argentina | Total club          | Total club          | 4  | 0 | 0  | 0 | - | - | 4  | 0 |
| Independiente Rivadavia Argentina | 2.ª                 | 2023                | 34 | 0 | 1  | 0 | - | - | 35 | 0 |
| Independiente Rivadavia Argentina | 1.ª                 | 2024                | 20 | 2 | 1  | 0 | - | - | 21 | 2 |
| Independiente Rivadavia Argentina | Total club          | Total club          | 54 | 2 | 2  | 0 | - | - | 56 | 2 |
| Defensa y Justicia Argentina | 1.ª                 | 2024                | 0  | 0 | 6  | 0 | - | - | 6  | 0 |
| Defensa y Justicia Argentina | Total club          | Total club          | 0  | 0 | 6  | 0 | - | - | 6  | 0 |
| Deportivo Toluca · México | 1.ª                 | 2025                | 3  | 0 | 0  | 0 | - | - | 3  | 0 |
| Deportivo Toluca · México | Total club          | Total club          | 3  | 0 | 0  | 0 | - | - | 3  | 0 |
| Total en su carrera | Total en su carrera | Total en su carrera | 63 | 2 | 10 | 0 | 0 | 0 | 73 | 2 |
| (1) Las copas nacionales se refiere a la Copa Argentina y la Copa de la Liga Profesional. (2) Las copas internacionales se refiere a la Copa Libertadores y a la Copa Sudamericana. |                     |                     |    |   |    |   |   |   |    |   |

## Palmarés

### Campeonatos nacionales
| Título               | Club                    | País      | Año  |
| -------------------- | ----------------------- | --------- | ---- |
| Primera B Nacional   | Independiente Rivadavia | Argentina | 2023 |
| Primera División     | Toluca                  | México    | 2025 |
| Campeón de Campeones | Toluca                  | México    | 2025 |